# Pantothenatkinase
Pantothenatkinasen sind Enzyme, die Pantothensäure phosphorylieren. Dies ist der erste Reaktionsschritt bei der Biosynthese von Coenzym A in allen Lebewesen. Im Menschen sind vier Paraloge des Enzyms bekannt, die jeweils mehrere Isoformen aufweisen (siehe Tabelle). Mutationen im PANK2-Gen sind verantwortlich für die sehr seltene neurodegenerative Erkrankung Pantothenatkinase-assoziierte Neurodegeneration (PKAN), einer Variante von Neurodegeneration mit Eisenablagerung im Gehirn (NBIA).

## Katalysiertes Gleichgewicht
+ ATP  {\displaystyle \rightleftharpoons }   + ADP
(R)-Pantothenat wird zu 4'-(R)-Phosphopantothenat umgewandelt und umgekehrt.

## Regulation
Die verschiedenen Paraloge werden durch unterschiedliche Mechanismen reguliert. Während hPanK1 durch Anwesenheit von Acetyl-CoA gehemmt wird, hemmen längerkettige CoA-Derivate das Enzym hPanK3.

## Humane Enzyme
| Gen (HGNC) | Protein (UniProt) | Anz. Isoformen | Zellkompartiment | Gewebetyp                                                    |
| ---------- | ----------------- | -------------- | ---------------- | ------------------------------------------------------------ |
| PANK1      | Q8TE04            | 4              | Zytosol          | Isoform 1: Hirn, Herz, Nieren, Leber, Skelettmuskeln, Hoden. |
| PANK2      | Q9BZ23            | 3              | Mitochondrien    | Ubiquitär                                                    |
| PANK3      | Q9H999            | 1              | Zytosol          | Leber                                                        |
| PANK4      | Q9NVE7            | 1              | Zytosol          | Ubiquitär, bes. Muskeln                                      |